# 莫斯基托海岸
莫斯基托海岸，又译蚊子海岸，也称米斯基托国（西班牙語：Nación Misquita），是一個歷史地區，位于加勒比海西岸，包括现在尼加拉瓜和洪都拉斯的東海岸。它得名于当地的米斯基托人，即“蚊子”。曾是英國保护国。莫斯基托海岸於1894年被納入尼加拉瓜，但在1960年，國際法院將莫斯基托海岸北部划给洪都拉斯。
莫斯基托海岸一般被定義為莫斯基托领地或米斯基托人王國。19世紀，英國、美國、尼加拉瓜和洪都拉斯之間的國界是國際外交問題。英國和米斯基托人對於莫斯基托海岸的定義包含尼加拉瓜的整個東部海岸，甚至包括洪都拉斯的莫斯基蒂亚。